# Prisăcani, Neamț

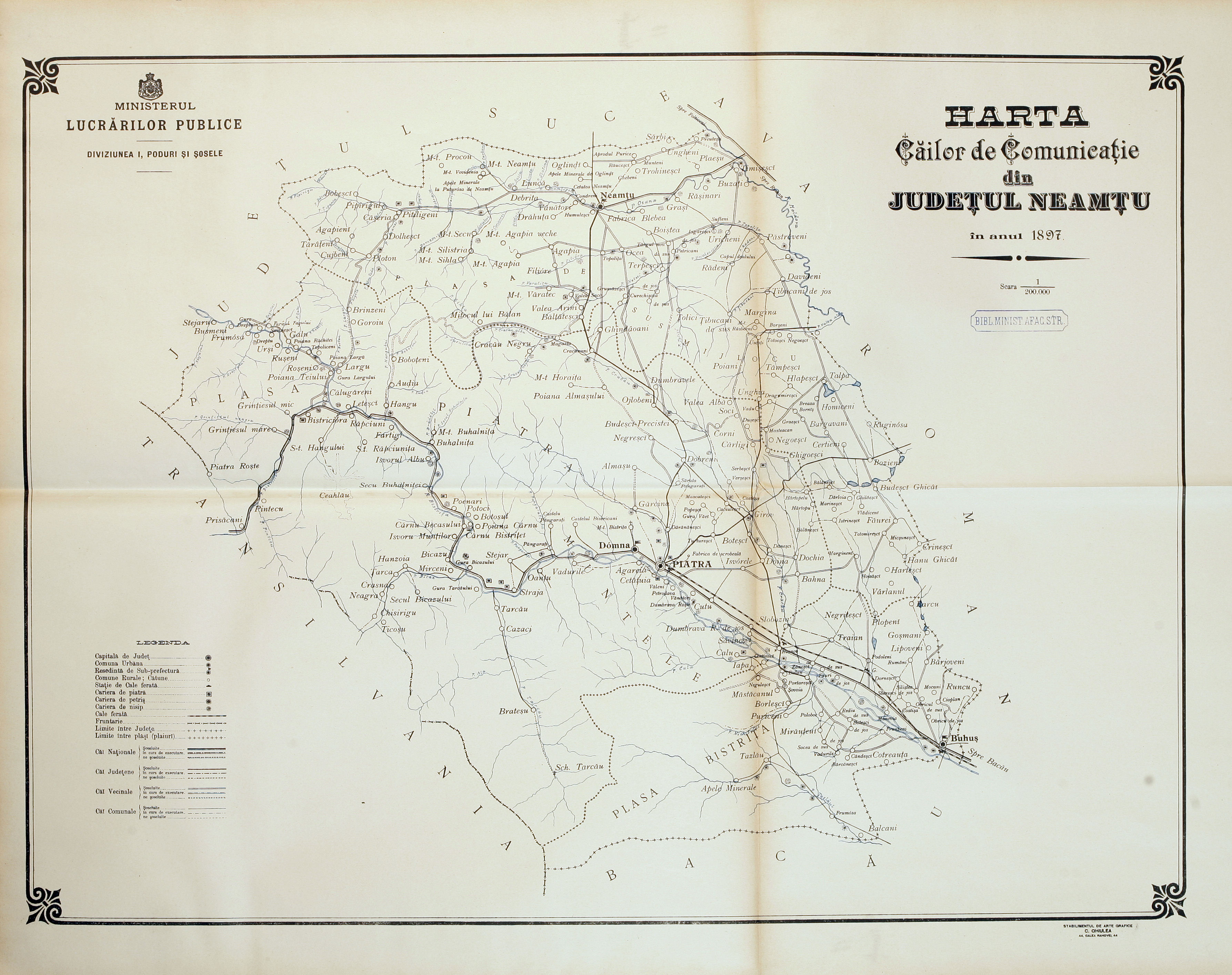
Localizarea Prisăcaniului pe Harta căilor de comunicații din judeţul Neamţ (1897)

Prisăcani a fost un cătun din județul Neamț situat pe valea Bistricioarei, pe traseul șoselei naționale lângă zona de vărsare a pârâului Prisăcani.
A aparținut de comuna Bistricioara. Cu începere din anul 1792, aici a funcționat un punct vamal situat la granița dintre Transilvania și Moldova.